# Tia chớp đen
Tia chớp đen (tiếng Nga: Чёрная Молния) là một bộ phim giả tưởng do Dmitry Kiselev và Aleksandr Voytinsky đạo diễn, ra mắt lần đầu năm 2009.

## Nội dung
Truyện phim kể về anh bạn Dimitry trong lần sinh nhật thứ 20 đã trở thành siêu anh hùng sau khi nhận được một chiếc Volga đời cũ của bố và phát hiện ra nó có những khả năng đặc biệt, một chiếc xe ma thuật có thể bay lượn trên bầu trời.

## Diễn viên
- Grigory Dobrigin... Dmitry Maykov (Tia chớp đen)
- Yekaterina Bilkova... Nastya Svetlova
- Viktor Verzhbitsky... Viktor Kuptsov
- Sergey Garmash... Pavel Maykov (bố Dmitry)
- Yelena Valyushkina... Nastya Maykova (mẹ Dmitry)
- Katya Starshova... Tanya Maykova (chị gái Dmitry)
- Ivan Zhidkov... Maksim
- Igor Savochkin... Boris Ivanovich
- Valery Zolotukhin... Pavel Perepelkin
- Yekaterina Vasilyeva... Olga Romantseva
- Yuosas Budraitis... Mikhail Yelizarov
- Dato Badzhtadze... Bakhram Mamedovich
- Mikhail Yefremov

## Nhạc phim
- Siêu anh hùng (Супергерой)[3]

Чёрной молнией я стану для тебя
Чёрной молнией на линии дождя
И пускай горят листки календаря
Зло не сможет больше обмануть меня
Я не верю в чудеса
Но летит машина в небеса
И теперь я твой супергерой
Я не верю в чудеса
Но летит машина в небеса
И теперь я твой супергерой
Белым снегом упаду в ладонь твою
И узнаешь ты как я тебя люблю
И под небом января оживут лишь для тебя
Все цветы земли, все слова любви что знаю я
Я не верю в чудеса
Но летит машина в небеса
И теперь я твой супергерой
Я не верю в чудеса
Но летит машина в небеса
И теперь я твой супергерой